# Station Angermünde
Station Angermünde is een spoorwegstation in de Duitse plaats Angermünde.  Het station werd in 1842 geopend.

## Treindienst

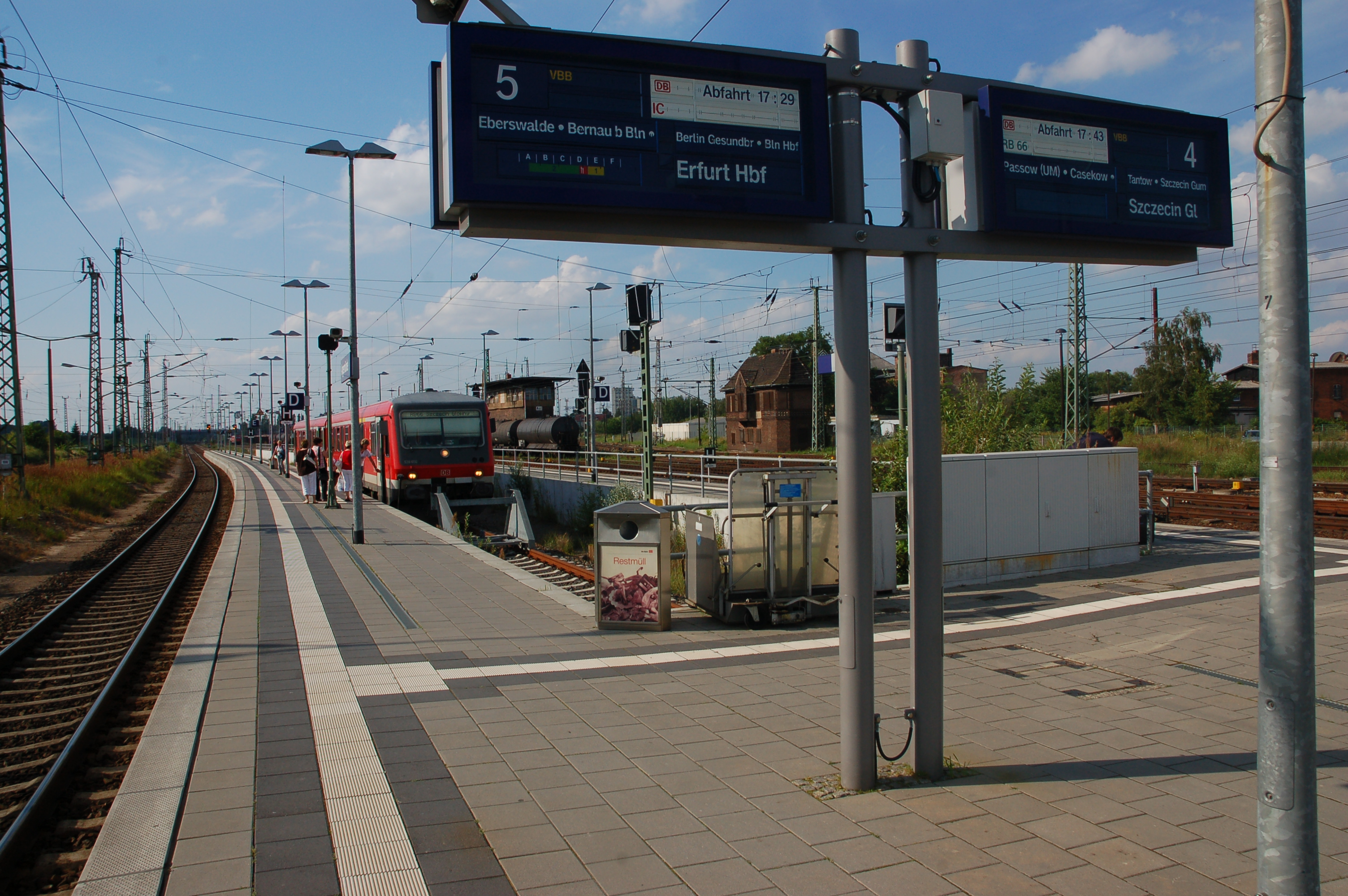
Perron van het station

| Serie    | Treinsoort                          | Route | Bijzonderheden |
| -------- | ----------------------------------- | --- | --- |
| ICE 15   | InterCityExpress (DB Fernverkehr)   | Ostseebad Binz – Stralsund Hbf – Greifswald – Züssow – Anklam – Pasewalk – Prenzlau – Angermünde – Eberswalde – Berlin Gesundbrunnen – Berlin Hbf – Berlin Südkreuz – Halle (Saale) Hbf – Frankfurt Hbf | Vier keer per dag tussen Berlijn en Frankfurt. Enkele treinen vanaf Stralsund en Binz. |
| ICE 28   | InterCityExpress (DB Fernverkehr)   | [ Hamburg-Altona – Hamburg Dammtor – Hamburg Hbf – Ludwigslust – Wittenberge – Berlin Spandau ] / [ [ Warnemünde – Rostock Hbf – Waren (Müritz) – Neustrelitz Hbf ] / [ Ostseebad Binz – Stralsund Hbf – Greifswald – Züssow – Anklam – Pasewalk – Prenzlau – Angermünde – Eberswalde ] – Berlin Gesundbrunnen ] – Berlin Hbf – Berlin Südkreuz – Lutherstadt Wittenberg – Leipzig Hbf – Naumburg (Saale) Hbf – [ Erfurt Hbf – Gotha – Eisenach ] / [ Jena Paradies – Saalfeld (Saale) – Lichtenfels – Bamberg – Erlangen – Nürnberg Hbf – [ Ingolstadt Hbf ] / [ Augsburg Hbf – München-Pasing ] – München Hbf – Tutzing – Murnau – Oberau – Garmisch-Partenkirchen – Mittenwald – Seefeld – Innsbruck Hbf ] | Elk uur tussen Hamburg en Leipzig. Twee treinen per dag naar Innsbruck. |
| IC/EC 27 | Intercity/Eurocity (DB Fernverkehr) | [ Westerland (Sylt) – Husum – Hamburg-Altona – Hamburg Dammtor – Hamburg Hbf – Büchen – Ludwigslust – Wittenberge – Berlin Spandau ] / [ [ Rostock Hbf – Waren (Müritz) – Neustrelitz Hbf ] / [ Ostseebad Binz – Stralsund Hbf – Greifswald – Züssow – Pasewalk – Angermünde ] – Berlin Gesundbrunnen ] – Berlin Hbf – Berlin Südkreuz – Dresden Hbf – Bad Schandau – Děčín hl. n. – Ústí nad Labem hl. n. – Praha-Holešovice – Praha hl. n. – Pardubice hl. n. – Česká Třebová – Brno hl. n. – Břeclav – Kúty – Bratislava hl. st. – Nové Zámky – Štúrovo – Szob – Nagymaros-Visegrád – Vác – Budapest Keleti | 1 trein per dag tussen Westerland en Berlijn, tussen Binz/Rostock en Berlijn alleen 's zomers. |
| IC/EC 32 | Intercity (DB Fernverkehr)          | [ [ Ostseebad Binz – Stralsund Hbf – Greifswald ] / [ Seebad Heringsdorf – Zinnowitz ] – Züssow – Pasewalk – Angermünde – Berlin Gesundbrunnen ] / [ Dresden Hbf – Berlin Südkreuz – Berlin Hbf ] – Berlin-Spandau – Stendal Hbf – Wolfsburg Hbf – Hannover Hbf – [ Herford – Bielefeld Hbf – Gütersloh Hbf – Hamm (Westf) – Dortmund Hbf – Bochum Hbf – Essen Hbf – Mülheim (Ruhr) Hbf ] / [ Osnabrück Hbf – Münster Hbf – Recklinghausen Hbf – Wanne-Eickel Hbf – Gelsenkirchen Hbf – [ Essen Hbf – Mülheim (Ruhr) Hbf ] / [ Oberhausen Hbf ] ] – Duisburg Hbf – [ [ Krefeld Hbf ] / [ Düsseldorf Flughafen – Düsseldorf Hbf – Neuss Hbf ] – Mönchengladbach Hbf – Aachen Hbf ] / [ Düsseldorf Flughafen – Düsseldorf Hbf – Köln Hbf – Bonn Hbf – Remagen – Andernach – Koblenz Hbf – Bingen (Rhein) Hbf – Mainz Hbf – Worms Hbf – Mannheim Hbf – Heidelberg Hbf – Vaihingen (Enz) – Stuttgart Hbf – [ Reutlingen – Tübingen ] / [Plochingen – Göppingen – Ulm Hbf – [ Biberach (Riß) – Ravensburg – Friedrichshafen Stadt – Lindau Hbf – Bregenz – Dornbirn – Feldkirch – Bludenz – Landeck-Zams – Imst-Pitztal – Telfs-Pfaffenhofen – Innsbruck Hbf ] / [ Günzburg – Augsburg Hbf – München-Pasing – München Hbf – Rosenheim – Bad Endorf – Prien a Chiemsee – Traunstein – Freilassing – Salzburg Hbf – Golling-Abtenau – Bischofshofen – St. Johann im Pongau – Schwarzbach-St. Veit – Dorfgastein – Bad Hofgastein – Bad Gastein – Mallnitz-Obervellach – Spittal-Milstättersee – Villach Hbf – Velden am Wörthersee – Pörtschach am Wörthersee – Krumpendorf am Wörthersee – Klagenfurt Hbf ] ] | 's Zomers één trein per richting per week tussen Keulen en Binz/Heringsdorf. Enkele treinen tussen Hannover en Essen via Münster. Één trein per dag vanaf Ulm naar Innsbruck. Doordeweeks één trein per dag vanaf Stuttgart naar Tübingen. |
| IC 50    | Intercity (DB Fernverkehr)          | [ Ostseebad Binz – Stralsund Hbf – Greifswald – Züssow – Pasewalk – Angermünde – Berlin Gesundbrunnen – Berlin Hbf – Berlin Südkreuz – Lutherstadt Wittenberg – Halle (Saale) Hbf – ] / [ Leipzig Hbf ] – Erfurt Hbf – Eisenach – [ Bebra – Kassel-Wilhelmshöhe – Warburg (Westf) – Altenbeken – Paderborn Hbf – Lippstadt – Soest – Hamm (Westf) – Dortmund Hbf – Bochum Hbf – Essen Hbf – Duisburg Hbf – Düsseldorf Flughafen – Düsseldorf Hbf ] / [ Fulda – Frankfurt (Main) Hbf – [ Darmstadt Hbf – Mannheim Hbf – Ludwigshafen (Rhein) Hbf – Neustadt (Weinstr) Hbf – Kaiserslautern Hbf – Homburg (Saar) Hbf – Saarbrücken Hbf ] / [ Frankfurt (Main) Flughafen Fernbahnhof – Mainz Hbf – Wiesbaden Hbf ] | Tweemaal per dag tussen Frankfurt en Saarbrücken. Eenmaal per dag van Stralsund naar Frankfurt. |